# Haunted (album)
Haunted je debitanski studijski album američkog death metal-sastava Six Feet Under. Diskografska kuća Metal Blade Records objavila ga je 26. rujna 1995.

## O albumu
Haunted je snimljen u studiju Morrisound Recordings u Tampi, Florida, a producirao ga je Scott Burns i osnivač kuće Metal Blade Records Brian Slagel. Naslovnica albuma preuzeta je s VHS umjetničkog djela za film The Haunting of Morella, objavljen 1990. Pjesma "Suffering in Ecstasy" posvećena je Marku Hauseru (28. rujna 1957. – 27. svibnja 1995.).

## Popis pjesama
Tekstovi i glazba: Chris Barnes i Allen West. 
| 1.    | »The Enemy Inside«     | 4:17 |
| 2.    | »Silent Violence«      | 3:34 |
| 3.    | »Lycanthropy«          | 4:41 |
| 4.    | »Still Alive«          | 4:04 |
| 5.    | »Beneath a Black Sky«  | 2:50 |
| 6.    | »Human Target«         | 3:30 |
| 7.    | »Remains of You«       | 3:23 |
| 8.    | »Suffering in Ecstasy« | 2:45 |
| 9.    | »Tomorrow's Victim«    | 3:35 |
| 10.   | »Torn to the Bone«     | 2:47 |
| 11.   | »Haunted«              | 3:09 |
| 38:36 |                        |      |

## Osoblje
| Six Feet Under - Chris Barnes – vokal - Allen West – gitara - Greg Gall – bubnjevi - Terry Butler – bas-gitara | Ostalo osoblje - Scott Burns – produkcija, inženjer zvuka, miks - Brian Slagel – produkcija - Eddy Schreyer – mastering - Chris Coxwell – fotografije - Ann-Marie Blood – fotografije - Brian Ames – dizajn, računalno snimanje - Jim Warren – grafički dizajn |